# Cataulacus huberi
Cataulacus huberi är en myrart som beskrevs av Andre 1890. Cataulacus huberi ingår i släktet Cataulacus och familjen myror. Inga underarter finns listade.